# Ja, robot (zbiór opowiadań)
Ja, robot (tyt. oryg. I, Robot) – zbiór dziewięciu opowiadań science fiction amerykańskiego pisarza Isaaca Asimova.
Opowiadania pierwotnie ukazały się w amerykańskich czasopismach Super Science Stories i Astounding Science Fiction w latach 40. XX w., a następnie zostały wydane w książce przez wydawnictwo Gnome Press w 1950 roku.
W opowiadaniach doktor Susan Calvin prezentuje na wybranych przykładach historię rozwoju robotyki reporterowi w XXI wieku. Opowiadania można czytać oddzielnie, ale w zbiorze przedstawiają wielowymiarową historię rozwoju robotyki według fikcyjnej historii przedstawionej przez autora etyki robotów.
W opowiadaniu Zabawa w berka pierwszy raz sformułowano prawa robotyki.

## Opowiadania
Lista opowiadań:
- Wstęp („Introduction”)
- Robbie („Robbie” – 1940, 1950)
- Zabawa w berka („Runaround” – 1942)
- Powód („Reason” – 1941)
- Kopalniana łamigłówka („Catch That Rabbit” – 1944)
- Kłamca („Liar!” – 1941)
- Zaginiony robot („Little Lost Robot” – 1947)
- Ucieczka („Escape!” – 1945)
- Dowód („Evidence” – 1946)
- Konflikt do uniknięcia („The Evitable Conflict” – 1950)

## Polskie wydania
1. 1988 (SFAN-Club – Klasycy Współczesnej SF; 34), przekład – Nela Szurek[1][4]
2. Limbus, Bydgoszcz 1993, ISBN 83-85475-27-3, przekład – Jerzy Śmigiel
3. Rebis, Poznań 2013, ISBN 978-83-7510-926-9, przekład – Zbigniew A. Królicki
4. Rebis, Poznań 2013, E-book (formaty: EPUB, MOBI)[5], przekład – Zbigniew A. Królicki